# Сем Бернс
Семпсон Гордон Бернс (англ. Sampson Gordon Berns 23 жовтня 1996, Провіденс, Род-Айленд, США — 10 січня 2014, Фоксборо, Массачусетс, США) — американський підліток, який страждав рідкісним генетичним захворюванням — прогерією. Бернс був мотиваційним спікером і активістом поширення інформації про прогерію. 2013 року про нього зняли документальний фільм «Життя з точки зору Сема».

## Біографія
Сем Бернс був єдиною дитиною в сім'ї педіатрів Скотта Бернса і Леслі Гордон. Подружжя дізналося про діагноз сина, коли йому ще не було двох років. Прогерія — рідкісне захворювання, при якому виникають зміни шкіри і внутрішніх органів, зумовлені передчасним старінням організму. Зустрічається в одного з 4-8 мільйонів новонароджених. В середньому пацієнти з прогерією живуть до 13 років.
Через рік після цього батьки Бернса і його тітка по материнській лінії, Одрі Гордон, заснували Progeria Research Foundation організацію, що займається вивченням прогерії і просвітою людей щодо цього захворювання. 2003 року медики, до групи яких входили і батьки Бернса, ізолювали ген, відповідальний за прогерію. Проте, методи лікування так і не були знайдені.
Сам Сем займався активною пропагандою поширення інформації про прогерію і про дослідження цього захворювання, читав лекції як мотиваційний спікер. У кількох виданнях Бернса за його діяльність назвали «обличчям прогерії». Також він цікавився спортом і музикою, грав на барабанах, дружив з хокеїстом Здено Харою. Після закінчення навчання у Франкфуртській середній школі бажав вступити до коледжу для вивчення генетики і цитології.
Помер Бернс в 17-річному віці від наслідків хвороби.

## Кінематограф
У 2013 році про Бернса зняли документальний фільм «Життя з точки зору Сема» (англ. Life According to Sam). Його показали на декількох кінофестивалях і відзначили прайм-тайм премією «Еммі». Також фільм висувався на премію «Оскар» за найкращий документальний фільм, але не увійшов в підсумковий «короткий список» номінантів. Бернс прокоментував призначення картини наступним чином: «Я показую вам своє життя не для того, щоб ви шкодували мене. Вам не потрібно мене жаліти, тому що я лише хочу, щоб ви дізналися про мене, дізналися про моє життя».